# Exèrcit Nacional de Tamil Eelam
Exèrcit Nacional de Tamil Eelam (Tamil Eelam National Army, TENA) fou una organització política i militar tàmil de Ceilan fundada per Bagirathan Ravi, fill del líder del Front Unit d'Alliberament Tàmil (TULF) Amirthalingam, el 1983.
El 1985 es va dividir en dos faccions, una dirigida per Rajan i un altre per Kanthan i a finals del mateix any, després de divers enfrontaments interns, la seva estructura fou desmantellada per la policia.